# Sandi (Uttar Pradesh)
Sandi es una ciudad y municipio situado en el distrito de Hardoi en el estado de Uttar Pradesh (India). Su población es de 26007 habitantes (2011). Se encuentra a 47 km al sureste de Hardoi, y a 92 km de Lucknow.

## Demografía
Según el censo de 2011 la población de Sandi era de 26007 habitantes, de los cuales 13654 eran hombres y 12353 eran mujeres. Mallawan tiene una tasa media de alfabetización del 67,65%, inferior a la media estatal del 67,68%: la alfabetización masculina es del 73,63%, y la alfabetización femenina del 60,97%.